# DemoSat

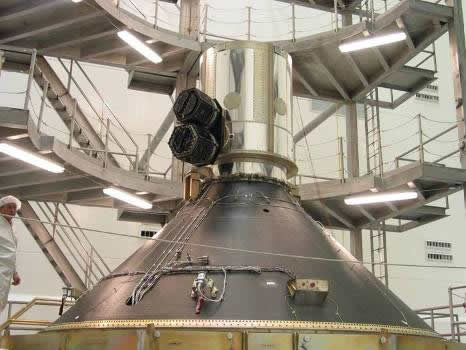
DemoSat umieszczony w rakiecie Delta IV Heavy przed jej pierwszym lotem

DemoSat – imitacja ładunku użytecznego używanego do testów rakiety nośnej bez ryzyka narażenia na uszkodzenie, lub zniszczenie prawdziwego sztucznego satelity. Najczęściej jest on wykorzystywany  podczas pierwszych lotów rakiet nośnych. Satelity z odwołanych programów kosmicznych mogą zostać wykorzystane jako DemoSaty, na przykład tak jak w przypadku pierwszego lotu rakiety Sojuz 2, gdzie umieszczono w rakiecie przestarzałego satelitę Zenit-8 na trajektorię suborbitalną w celu przetestowania wydajności rakiety.